# Allgäuer Bergkäse
L'allgäuer bergkäse (literalment, «formatge de muntanya d'Allgäu») és un formatge de pasta premsada cuita elaborat amb llet crua de vaca, típic de muntanya que s'elabora als Alps. Són una de les escasses denominacions d'origen protegides de formatges alemanys. S'assembla a altres formatges de muntanya que es produeixen als Alps, com l'emmental, però amb un sabor més fort. Aquest formatge només pot produir-se en una àrea molt concreta de Baviera, amb llet de les zones d'Oberallgäu, Allgäu oriental, Unterallgäu, Ravensburg i Bodensee.
Allgäu és coneguda pels seus formatges d'estil suís, introduïts el 1841 per dos formatgers suïssos. El bergkäse s'aproxima a l'emmentaler, elaborat antigament en cabanyes alpines a finals de primavera i a l'estiu. Dens, amb petits forats, de sabor dolç a mantega que es va intensificant i tornant una mica salat.
Són produïts per petits formatgers als baixos de petits xalets de la zona dels Alps d'Allgäu a altituds d'entre 900 i 1.800 m. En les millors versions, els aromes d'anous i plantes medicinals s'han millorat amb notes de fruita madura. A partir dels 12 mesos de curació, el sabor és molt més intens i complex, cosa que el fan veritablement un formatge molt especial.
És perfecte per a un brotzeit o per a l'entrepà, o amb salsitxes a rodanxes, bacó i pa negre. S'utilitza per a fondue o cuinar. Es pot gaudir amb una cervesa bavaresa de qualitat.